# 福智院町
福智院町（ふくちいんちょう）は、奈良県奈良市の中央部に位置し、ならまちと呼ばれる地域のうちの一つの町である。
国の重要文化財に指定されている、真言律宗福智院本堂と木造地蔵菩薩坐像と今西家書院がある。大和町と呼ばれることもある。

## 地理
奈良県奈良市の中央部に位置し、ならまちと呼ばれる地域に所属している。町のほとんどが坂道に接しており、路地や露地庭も数多くある。北は高畑町、西は公納堂町、南は紀寺町・十輪院畑町とそれぞれ隣接し、町の東部には主要地方道奈良天理線が縦断している。

### 町の構造

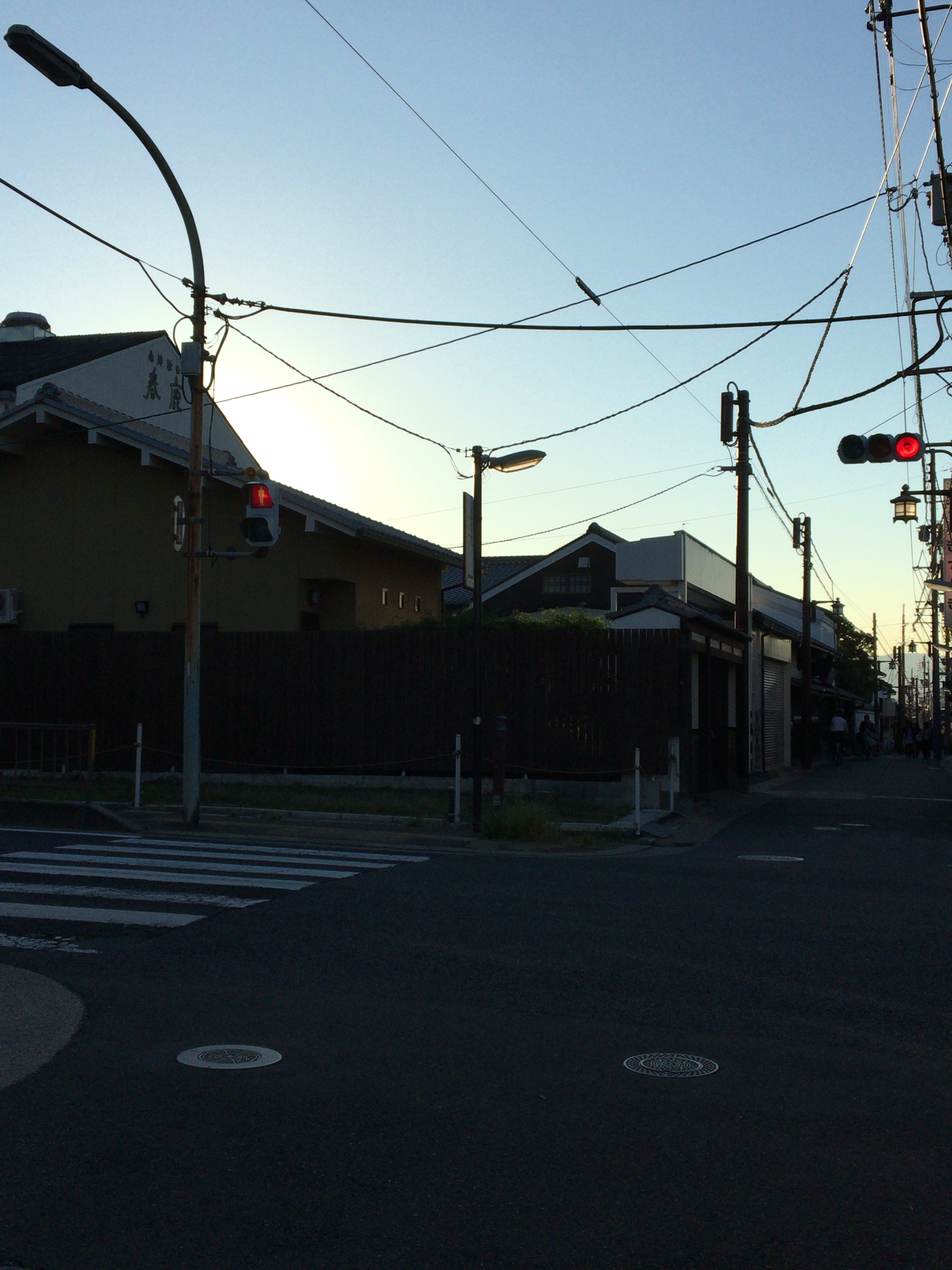
福智院町を縦断する主要地方道奈良天理線沿いにて撮影

町の東部にある主要地方道奈良天理線には、奈良交通のバス停であるバス停福智院町がある。主要地方道沿いに商店が並んでいるが、他はほぼ住宅地となっている。近年ほかの地方からの移住者が増加している。

## 歴史
天平8年（736年）に興福寺僧の玄昉が後の福智院になる寺を開き、その後弟子の降舜が官符都維那に任じられて坊号を福智院として統治を始めたのが起源とされる。郷名としては南北朝期から見られ、現在の福智院町の地域だけでなく奈良ホテル付近までがその領地であったとされている。そしてこれらの領地は丹坂・高畠方面から奈良中に入るときの要地であったために、松谷郷と並んでしばしば土一揆の被害を受けた。また、文明11年（1479年）には筒井・古市の合戦の余波で略奪にあったこともある。
江戸時代からは奈良町のうちの一町とされ、福地院町とも書かれた。奈良町の南部で片原町の南公納堂町の東に位置していた。『奈良町雑録』によると、当時は薪能と春日若宮祭に出演する能役者や若宮祭に参勤する大名の役人衆のために宿泊所を提供する宿割町であったとされている。しかし江戸幕府による儒学推進政策によって、徐々に福智院の力が弱められ、明治時代に行われた廃仏毀釈運動によって仏教が弾圧を受けると福智院は深刻な経営難に見舞われた。そして福智院と親交の深かった酒造を営む今西家に、福智院の所有地に関する権利を売却し、福智院家の人々は各地に点在することになった。なお、もともと福智院があった場所は、今西家書院という形で現存しており、また福智院自体も場所を変えて建築され現在も福智院町に存在する。

### 国の重要文化財

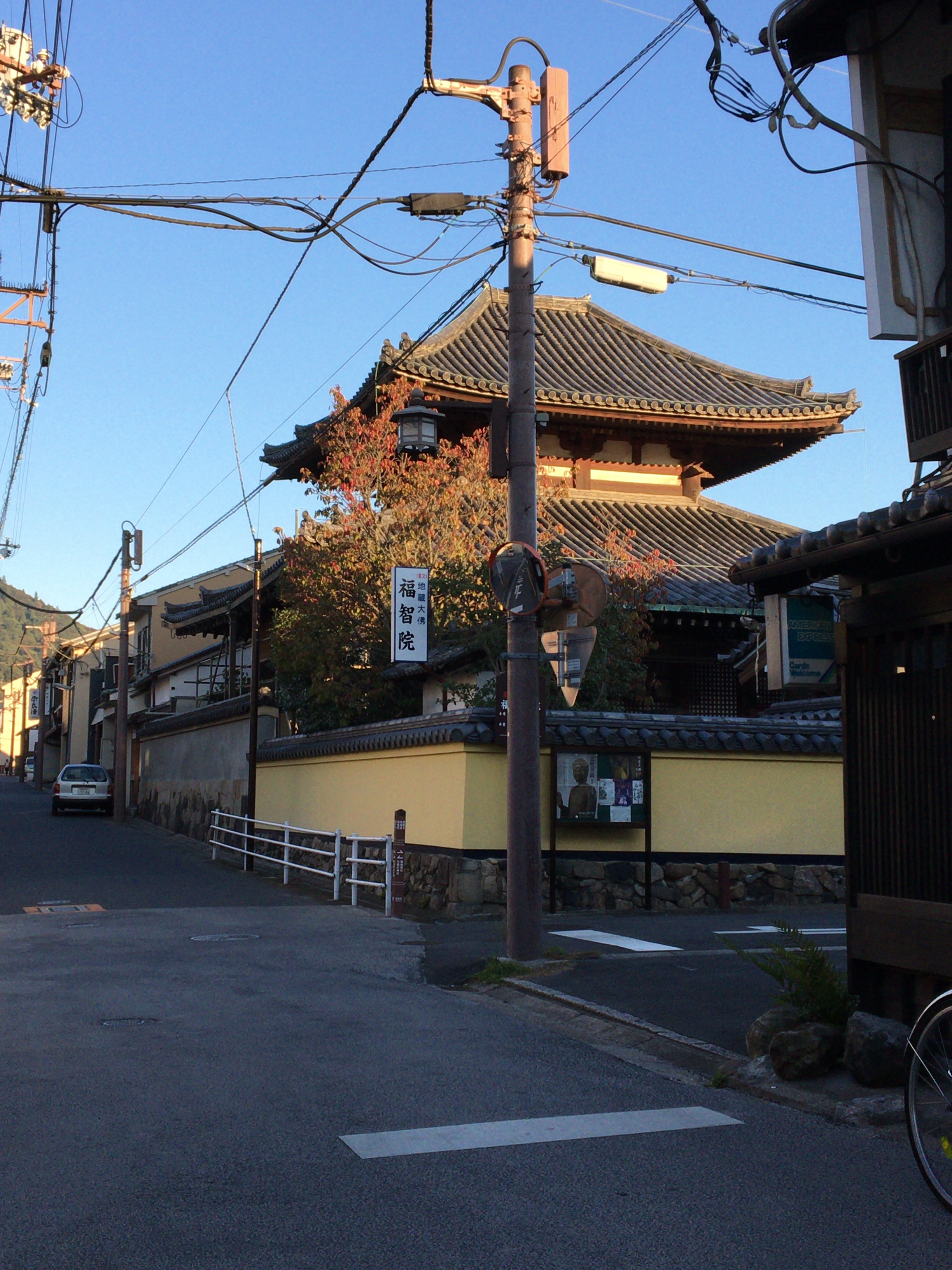
〒630-8381　奈良県奈良市福智院町46　福智院様の全体を撮影

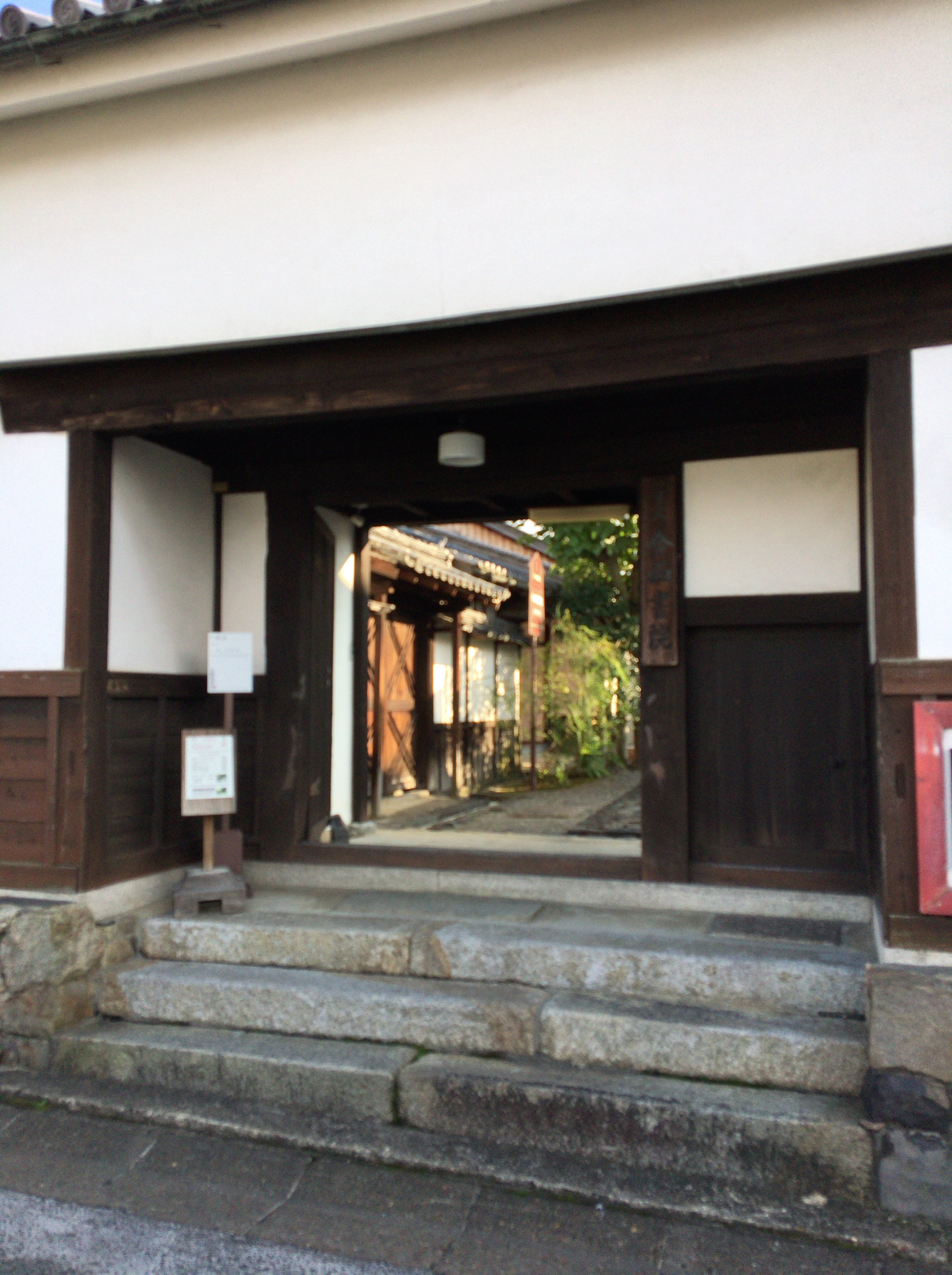
今西家書院入り口

- 清冷山福智院（福智（地）律院、清水寺）
前身は736年（天平8年）に玄昉が創建し、興福寺の僧が再興して福智院に改名し、その後叡尊が再建した。

- 今西家書院[1]
福智院氏の居宅を大正13年（1924年）、今西家が譲り受けた。昭和12年（1937年）8月25日、国宝保存法により、京都の二条陣屋、大阪の吉村邸と共に民間所有の建造物として初めて国宝の指定を受ける。昭和13年（1938年）に柱の根継ぎや床組などの部分修理、次いで昭和53年（1978年）から工事期間16か月をかけ解体修理工事を行う。角柱・障子・襖など書院造りの要素は、現代和室の様式へと広く受け継がれている。
- 本尊　地蔵菩薩像
桧の寄木造りの上に漆を塗り重ね、その上に彩色が施されている。右手に錫杖を執り、左手に宝珠を捧げ、右足を安座にした丈六（2.73m）の座像で、宜字座（1.60m）の上に、舟型の光背（5.05m）いっぱいに小形の化仏をつけた、千仏光背を背負っている。台座からの総高は6.76mもあり、どっしりとした南都特有の鎌倉彫刻で、気魄に満ちた御本尊は慈相をたたえて鎮座されている。千体仏舟型挙身光背で、二重円相部には、頂上に不空成就如来（釈迦と同体）、左右3躰ずつ、6体の地蔵菩薩像（六地蔵）、最下部左右に2体の冥官座像があり、諸定、諸地獄を決定する魔王と太山王の二王で、周縁部の光背千体地蔵は、簡略化した造りである。仏像の光背に多数の化仏を表すことは、その仏の功徳や世界観を表すものとして、経本には説かれているが、それを造像に表現することは現存例としては少なく、地蔵尊としては福智院の本尊のみである。光背の化仏は560体、六地蔵と本尊を入れると全部で567体である。本尊の地蔵菩薩坐像は、像高2.73mの大作で、威風堂々とし、光背にも千体地蔵を表している。像内の墨書などにより、1203年に福智庄（現奈良市下狭川町付近）で造られ、1254年に当地に遷されたと考えられる、鎌倉時代の南都の代表的な地蔵像である。

## 交通
- 近鉄奈良線 近鉄奈良駅またはJR奈良線奈良駅下車、天理駅行バス乗車8分。